# Blachownia
Blachownia (niem. Blachstädt) – miasto w Polsce, w województwie śląskim, w powiecie częstochowskim, siedziba władz gminy miejsko-wiejskiej Blachownia.
Według danych z 31 grudnia 2023 r. miasto miało 9041 mieszkańców.

## Położenie
Miasto jest położone w Obniżeniu Górnej Warty, nad rzeką Stradomką. Historycznie leży na terenie Małopolski. Graniczy z dużym kompleksem lasów, które wchodzą m.in. w skład Parku Krajobrazowego Lasy nad Górną Liswartą.
Według danych z 1 stycznia 2010 r. powierzchnia miasta wynosiła 36,66 km².
W latach 1954–1959 wieś należała i była siedzibą władz gromady Blachownia, gromadę zniesiono, przekształcając ją w osiedle miejskie, a w 1967 nadano mu status miasta. W latach 1975–1998 miasto administracyjnie należało do województwa częstochowskiego.

## Demografia
Piramida wieku mieszkańców Blachowni w 2014 r.:

## Podział administracyjny
Obszar miasta Blachowni nie jest podzielony na jednostki pomocnicze gminy (np. osiedla lub dzielnice). W rejestrze TERYT wyróżnionych jest 8 integralnych części miasta. Są to:
- Błaszczyki;
- Brzózka;
- Druga Gać;
- Malice;
- Ostrowy;
- Ottonów;
- Trzepizury;
- Wilczy Dół.

## Nazwa
Miejscowość powstała na przełomie XVII–XVIII wieku obok manufaktury przerabiającej żelazo. Początkowo była osadą, później wsią, a dopiero w XX wieku otrzymała status miasta. Od XVII wieku manufaktury zlokalizowane w miejscowości produkowały blachę. W 1835 zbudowano we wsi dużą fabrykę tego produktu. Od niego pochodzi nazwa miejscowości Blachownia.

## Historia

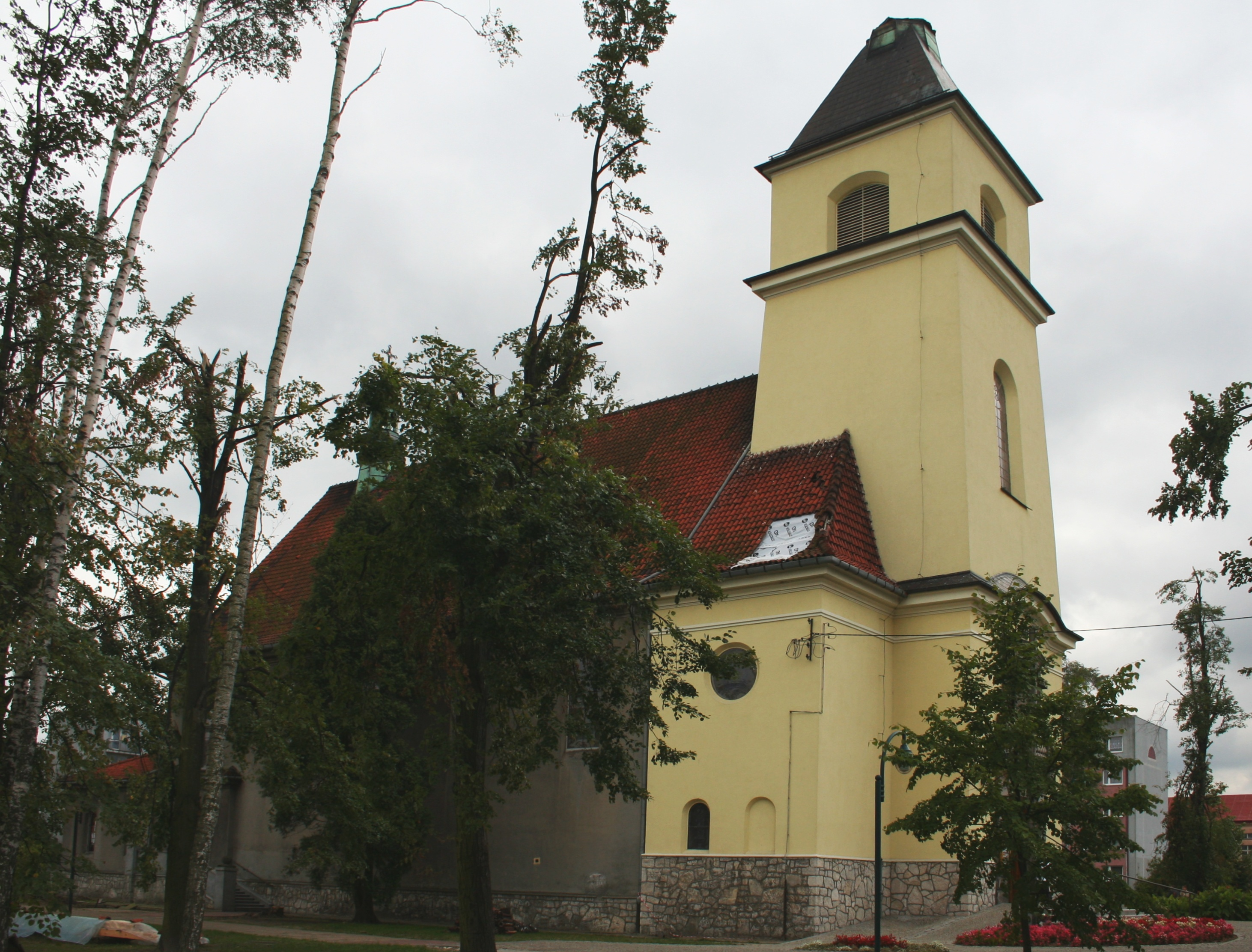
Kościół NMP Królowej Polski i św. Michała Archanioła z uszkodzoną wieżą po przejściu tornada w 2008 roku

Historia Blachowni związana jest ściśle z rozwojem przemysłu. Miasto leży w Częstochowskim Obszarze Rudonośnym. Na 1610 r. datuje się założenie w miejscowości manufaktury i uruchomienie wielkich pieców hutniczych. W miejscu istniejącej wcześniej kuźnicy marszałek wielki koronny, starosta olsztyński i krzepicki Mikołaj Wolski wybudował wytwórnię drutu i blach. W 1630 r. huta wytwarzała około 800 wozów żelaza rocznie. W 1633 r. kuźnicę w Blachowni i Łojkach odwiedził król Władysław IV będąc w gościnie u Paulinów na Jasnej Górze i był tu „wystawnie podejmowany przez mistrza Zachariasza”. W 1782 r. wieś podlegała pod parafię w Konopiskach.
Miejscowość wymieniona została w XIX-wiecznym Słowniku geograficznym Królestwa Polskiego jako wieś Stara i Nowa Blachownia leżące w powiecie częstochowskim w gminie Dzbów i parafii Konopiska. W 1827 we wsi znajdowało się 16 domów zamieszkanych przez 104 mieszkańców. W latach 1835–1837 na gruncie prywatnym Bank Polski działający w Królestwie Polskim założył tutaj fabrykę odlewów żelaznych i blachy. W 1873 wytopiono tutaj 86 761 pudów żelaza. W 1880 oprócz fabryki w miejscowości funkcjonował także wielki piec oraz tartak napędzany silnikiem parowym o sile 20 koni parowych.
W latach 50. XX w. rozbudowano hutę i kopalnie rud żelaza w okolicznych miejscowościach, Blachownia uzyskała status osiedla, a w 1967 r. nadano jej prawa miejskie. W 1951 r. oddano do eksploatacji kopalnię rud żelaza „Jerzy” („św. Jerzy”).
W czasie okupacji Blachownia (jako Blachstädt) stanowiła siedzibę powiatu w ramach rejencji opolskiej, która wchodziła w skład prowincji Śląsk, a od 1941 r. w skład nowej prowincji Górny Śląsk.
Obecnie 400 letnią tradycję Huty Blachownia kontynuuje od 2012 r. FMC Odlewnia Żeliwa MIKODA. Wcześniej zakład dzierżawiły przedsiębiorstwa WULFER Sp. z o.o. związana z „Odlewnią Wulkan” w Częstochowie i do 2010 r. PPUH BOSTAL, spadkobiercy państwowego Zakładu Elektro-Metalurgicznego.
15 sierpnia 2008 r. przez Blachownię przeszła trąba powietrzna. Poważnie uszkodzone zostały 122 domy mieszkalne i 62 budynki gospodarcze. Ucierpiał m.in. budynek Urzędu Miasta i kościół miejscowej parafii, z którego zerwana została wieża. Wiatr zniszczył także ponad 10 hektarów lasów.

## Zabytki

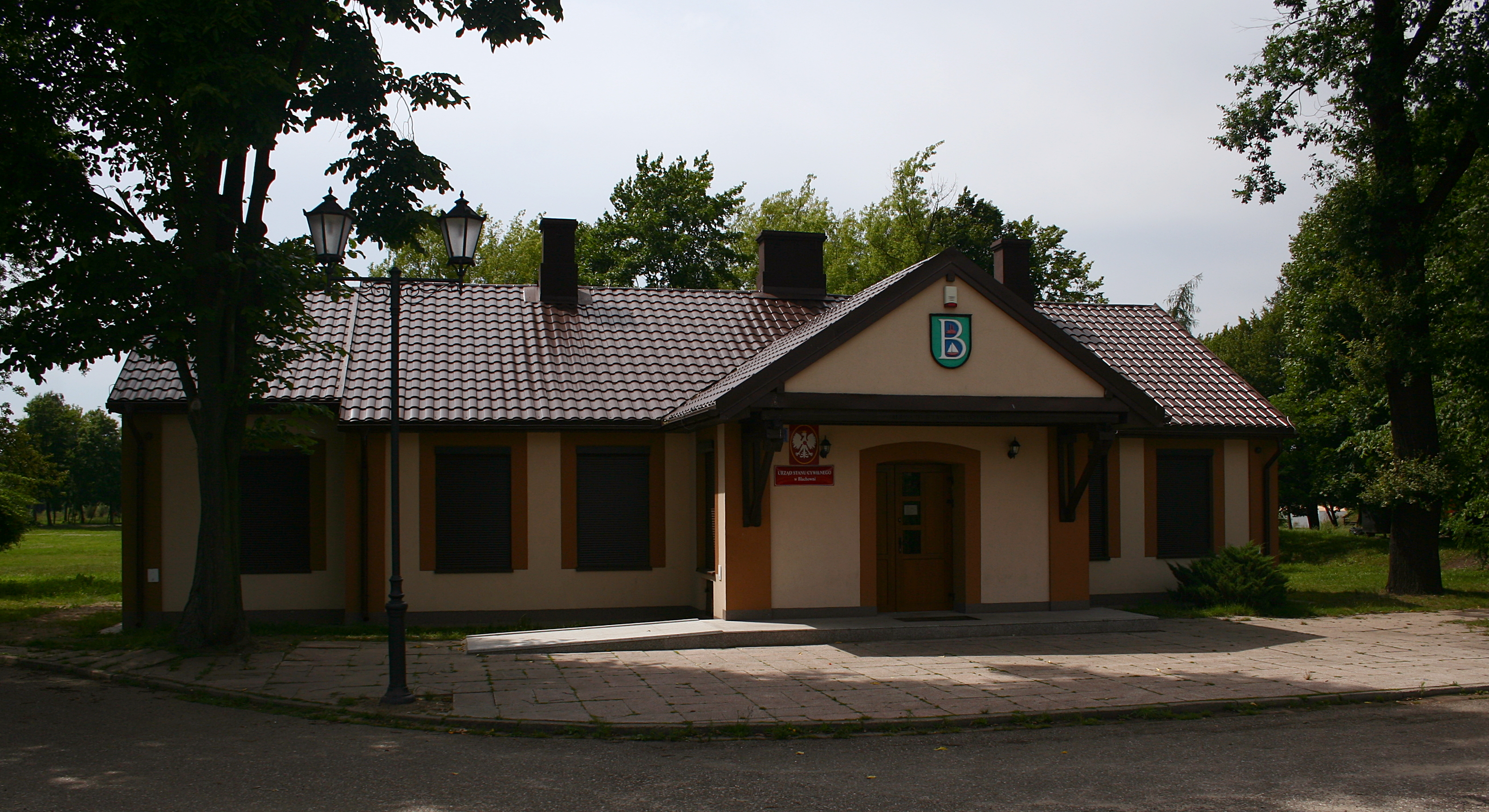
Dawna stacja kolejowa, obecnie budynek Urzędu Stanu Cywilnego

- Budynek straży granicznej i karczmy w Trzepizurach.
- Pałacyk myśliwski z 1870 r., zbudowany dla wielkiego księcia Mikołaja Romanowa, rosyjskiego następcy tronu.
- Kościół parafialny pw. Matki Boskiej Królowej Polski i św. Michała Archanioła, zbudowany w 1927 r. W kościele – interesujący ołtarz główny.
- Budynek Urzędu Stanu Cywilnego, pełniący dawniej funkcję stacji kolejowej.
- Pomnik poświęcony mieszkańcom Blachowni poległym i pomordowanym w okresie II wojny światowej.

## Zalew
W północnej części miasta, na Stradomce, znajduje się zbiornik retencyjny Blachownia.

## Transport
Przez miasto przebiegają:
- droga krajowa nr 46 łącząca Kłodzko, Opole, Lubliniec, Częstochowę i Szczekociny,
- droga wojewódzka nr 492 biegnąca z miejscowości Ważne Młyny do Blachowni,
- droga wojewódzka nr 904 rozpoczynająca się w Blachowni i kończąca we wsi Kolonia Poczesna.

W mieście znajduje się stacja kolejowa Blachownia. Z uwagi na zły stan techniczny oraz znikomą liczbę pasażerów, budynek dworca (wejście od strony ul. M. Konopnickiej) został wyburzony w 2016 roku.
Powiązanie z powiatowym miastem Częstochowa, odbywa się autobusami GTV (linie 150, 151, 152, 153, 161, 162) oraz pociągami KŚ.

## Turystyka
Przez teren miasta prowadzą trzy szlaki turystyczne:
- Szlak Rezerwatów Przyrody Blachownia – Chorzew Siemkowice
- rowerowy Szlak Lubliniecki Lubliniec – Częstochowa
- rowerowy Szlak Wokół Częstochowy Słowik – Kruszyna

## Wspólnoty wyznaniowe

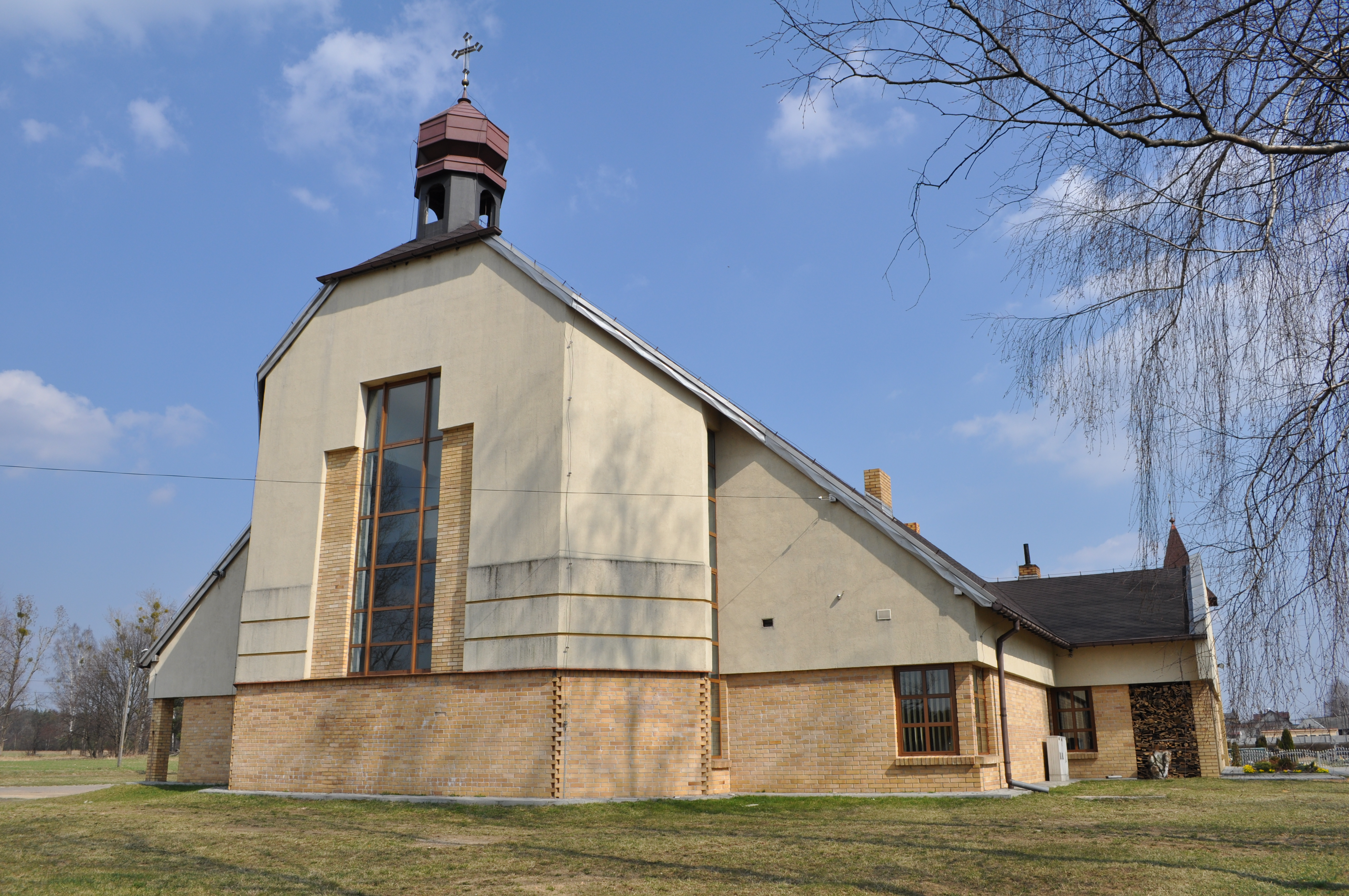
Kościół parafialny Najświętszego Zbawiciela

- Kościół katolicki:
  - parafia św. Michała Archanioła
  - parafia św. Franciszka z Asyżu
  - parafia Najświętszego Zbawiciela
- Świadkowie Jehowy:
  - zbór Blachownia[15]